# Amazonien-Strichelameisenschlüpfer
Der Amazonien-Strichelameisenschlüpfer (Myrmotherula multostriata) zählt innerhalb der Familie der Ameisenvögel (Thamnophilidae) zur Gattung Myrmotherula.
Die Art kommt in saisonal überfluteten Tieflandwäldern des Amazonasbeckens südlich des Amazonas vor im Osten Kolumbiens, im Norden Boliviens und in Brasilien.
Das Verbreitungsgebiet umfasst tropischen oder subtropischen feuchten Tieflandwald, tropische Bruchlandschaft entlang von Gewässern und Teichen in Várzea und angrenzendem Buschland bis 300, mitunter bis 500 m Höhe.
Der lateinische Artzusatz kommt von lateinisch multus ‚viel‘ und lateinisch striatus ‚gestreift‘.
Lange wurde die Art als Unterart (Ssp.) des Guayana-Strichelameisenschlüpfers (Myrmotherula surinamensis) und als konspezifisch mit dem Westlichen Strichelameisenschlüpfer (Myrmotherula pacifica) angesehen.

## Merkmale
Der Vogel ist 9 bis 10 cm groß und wiegt zwischen 7 und 9 g. Das Männchen hat eine schwarze, kräftig weiß gestreifte Oberseite und Kappe, die Flügeldecken haben weiße Spitzen die Flugfedern weiße Ränder. Der Interskapularfleck ist breit, der Rumpf weißlich, der Schwanz schwarz mit weißen Rändern und weißen Spitzenflecken. Das Männchen ist vom äußerst ähnlichen Guayana-Strichelameisenschlüpfer (Myrmotherula surinamensis) kaum zu unterscheiden.
Das Weibchen hat eine zimtfarbene Färbung des Kopfes mit schwarzen Streifen auf Kappe, Nacken und Kopfseiten. Brust und Flanken sind rost- bis lehmfarben mit weißer Kehle. Im Gegensatz zum Weibchen des Guayana-Strichelameisenschlüpfers und des Weißstreifen-Ameisenschlüpfers (Myrmotherula cherriei) ist der schwarze Kinnstreifen sehr dünn und die Strichelung der Unterseite äußerst dünn.
Die Art ist monotypisch.

## Stimme
Der Gesang wird als aufsteigender Triller, ähnlich dem des Guayana-Strichelameisenschlüpfers (Myrmotherula surinamensis), aber etwas langsamer beschrieben.

## Lebensweise
Die Nahrung besteht aus kleinen Insekten und Spinnentieren, die gern bodennah bis in mittlere Baumhöhe in Paaren, meist nicht in gemischten Jagdgemeinschaften gejagt werden, gerne in dichtem Bewuchs über Wasserflächen, in der Regel nicht weiter als 50 m vom Wasser entfernt.
Die Brutzeit liegt in Brasilien zwischen Juli und Dezember. Das Nest wird außen mit grünem Moos belegt und hängt 0,4 bis 4 m oberhalb des Wassers in einer kleinen Astgabel. Das Gelege besteht aus zwei weißen Eiern mit purpurfarbenen, bräunlichen oder schwarzen Flecken und Streifen. Das Brutgeschäft wird tagsüber von beiden Elternvögeln übernommen.

## Gefährdungssituation
Der Bestand gilt als nicht gefährdet (Least Concern).